# 戴維森 (北卡羅萊納州)
戴維森（英語：Davidson）是一個位於美國北卡羅萊納州艾爾代爾縣及梅克倫堡縣的城鎮。

## 人口
根據2020年美國人口普查的數據，戴維森的面積為17.50平方千米，當中陸地面積為16.90平方千米，而水域面積為0.60平方千米。當地共有人口15106人，而人口密度為每平方千米863人。